# Agüide
Agüide est une localité de la paroisse civile de La Pastora de la municipalité d'Acosta dans l'État de Falcón sur la côte nord du Venezuela. Située au bord de l'océan Atlantique, elle abrite le phare de Punta Agüide.